# Бука (тврђава)
Бука је била прво веће османско утврђење у Превези, на северозападу Грчке. Изградили су је Османлије 1478. године, како би лакше контролисали Амбакијски залив. Године 1701. Млечани су уништили тврђаву, пре него што су предали Превезу Османлијама, у складу са одредбама Карловачког мира. Тврђава се налазила на месту данашње Палисараге, а након ослобађања Превезе од стране грчке војске 1912. године, на месту тврђаве налазила се јединица за снабдевање војске.

## Историјат
Тврђаву са саградиле османлије 1478. године, петнаест година након што су заузели регион Превезе и Риниасу. Леонардо III Токо сматрао је да постоји велика опасност по Млетачку републику због изградње тврђаве на ушћу Амбакијског залива. У периоду од 1486. до 1487. године Османлије су додатно ојачале тврђаву, као и 1530. и 1533. године, за време владавине Сулејмана Величанственог. Тврђава је ојачана и након 1684. године, када су Млечани освојили Превезу.
Када је отомански путописац Евлија Челебија посетио Превезу, око 1670. године, тврђаву Бука описао је као дворац који чува гарнизон од 250 војника, са уским улицама и око 100 малих кућа без вртова. Челебија је написао како је унутар тврђаве постојала и џамија, коју је саградио Сулејман Величанствени. Ван зидова тврђаве, налазило се око 300 великих кућа са баштама и пијаца са око 100 продавница.
Тврђаву су срушили Млечани, 1701. године, пре него што су то подручје предали Османлијама, у складу са одредбама Калковачког уговора и других споразума. Одмах након рушења тврђаве, Османлије су почеле изградњу друге, како би одбранили град и део Амбакијског залива. Ново упориште саграђено је километар северно од некадашње тврђаве Бука.